# Donji Miklouš
Donji Miklouš – wieś w Chorwacji, w żupanii bielowarsko-bilogorskiej, w mieście Čazma. W 2011 roku liczyła 196 mieszkańców.